# 円舘金
円舘 金（えんだて きん、1960年12月15日 - ）は、日本のアマチュア天文家。岩手県下閉伊郡岩泉町出身。北海道デザイナー専門学院写真科卒業。現在、北海道網走郡美幌町に在住。
本業である木工細工の傍ら、津別町にある彼の天体観測所「星ドロボウ津別観測所」で天体観測を行っており、同じく北海道に住む渡辺和郎と共に600個以上の小惑星を発見した”小惑星ハンター”として知られている。
彼らの発見した小惑星は、坂本九を始め、松本零士や加賀谷穣、篠原ともえ等、著名人の名を冠して命名されている。また、彼の出身地である岩手県のゆかりの地岩泉や安家、北海道に移住してからは道東を中心としてオホーツクや摩周等の命名も見られる。
「平成12年度　美幌町文化奨励賞」を受賞。
- 小惑星番号4282番円舘は、彼の名前に因む[1]。
- 小惑星番号4460番美幌は、彼の居住地に因む[2]。
- 小惑星番号4641番綾子は、彼の妻の名前に因む[3]。
- 小惑星番号4712番岩泉は、彼の出身地に因む[4]。

2018年に父から継承した円舘工芸舎の代表に就任し、木工の活動が中心となったのに伴い天体観測は事実上停止している。同舎では、北海道産のエンジュを家族で加工して販売している。